# Zlatý pohár CONCACAF 2003
Zlatý pohár CONCACAF 2003 bylo 17. mistrovství pořádané fotbalovou asociací CONCACAF. Vítězem se stala Mexická fotbalová reprezentace.

## Kvalifikované týmy
Hlavní článek: Kvalifikace na Zlatý pohár CONCACAF 2003
Severoamerická zóna - kvalifikováni automaticky:
- USA (hostitel)
- Mexiko (hostitel)
- Kanada

Karibská zóna - kvalifikováni přes Karibský pohár 2002 (neoficiální):
- Jamajka
- Kuba

Středoamerická zóna - kvalifikováni přes Středoamerický pohár 2003:
- 1. místo:  Kostarika
- 2. místo:  Guatemala
- 3. místo:  Salvador

Kvalifikováni přes baráž:
- Honduras
- Martinik

Pozvané týmy:
- Kolumbie
- Brazílie (tým složený z juniorů)

## Základní skupiny

### Skupina A
| Tým      | Z | V | R | P | VG | IG | +/- | B |
| -------- | - | - | - | - | -- | -- | --- | - |
| Mexiko   | 2 | 1 | 1 | 0 | 1  | 0  | +1  | 4 |
| Brazílie | 2 | 1 | 0 | 1 | 2  | 2  | 0   | 3 |
| Honduras | 2 | 0 | 1 | 1 | 1  | 2  | -1  | 1 |

| 12. července 2003 |          |          |                                                                            |
| Mexiko            | 1:0      | Brazílie | Estadio Azteca, Mexico City diváci: 75 000 rozhodčí: Rodolfo Sibrian (SLV) |
| Borgetti 70'      | (Report) |          | Estadio Azteca, Mexico City diváci: 75 000 rozhodčí: Rodolfo Sibrian (SLV) |

| 14. července 2003    |          |             |                                                                            |
| Brazílie             | 2:1      | Honduras    | Estadio Azteca, Mexico City diváci: 3 000 rozhodčí: Mauricio Navarro (CAN) |
| Maicon 16' Diego 84' | (Report) | de León 90' | Estadio Azteca, Mexico City diváci: 3 000 rozhodčí: Mauricio Navarro (CAN) |

| 16. července 2003 |          |        |                                                                        |
| Honduras          | 0:0      | Mexiko | Estadio Azteca, Mexico City diváci: 20 000 rozhodčí: Alfaro Nery (SLV) |
|                   | (Report) |        | Estadio Azteca, Mexico City diváci: 20 000 rozhodčí: Alfaro Nery (SLV) |

### Skupina B
| Tým       | Z | V | R | P | VG | IG | +/- | B |
| --------- | - | - | - | - | -- | -- | --- | - |
| Kolumbie  | 2 | 1 | 1 | 0 | 2  | 1  | +1  | 4 |
| Jamajka   | 2 | 1 | 0 | 1 | 2  | 1  | +1  | 3 |
| Guatemala | 2 | 0 | 1 | 1 | 1  | 3  | -2  | 1 |

| 12. července 2003 |          |            |                                                                         |
| Jamajka           | 0:1      | Kolumbie   | Orange Bowl, Miami diváci: 15 423 rozhodčí: Kevin Stott (United States) |
|                   | (Report) | Patiño 42' | Orange Bowl, Miami diváci: 15 423 rozhodčí: Kevin Stott (United States) |

| 14. července 2003 |          |                       |                                                               |
| Guatemala         | 0:2      | Jamajka               | Orange Bowl, Miami diváci: 10 323 rozhodčí: José Pineda (HON) |
|                   | (Report) | Lowe 30' Williams 73' | Orange Bowl, Miami diváci: 10 323 rozhodčí: José Pineda (HON) |

| 16. července 2003 |          |           |                                                                 |
| Kolumbie          | 1:1      | Guatemala | Orange Bowl, Miami diváci: 11 233 rozhodčí: Grevin Porras (CRC) |
| Molina 79'        | (Report) | Ruiz 21'  | Orange Bowl, Miami diváci: 11 233 rozhodčí: Grevin Porras (CRC) |

### Skupina C
| Tým      | Z | V | R | P | VG | IG | +/- | B |
| -------- | - | - | - | - | -- | -- | --- | - |
| USA      | 2 | 2 | 0 | 0 | 4  | 0  | +4  | 6 |
| Salvador | 2 | 1 | 0 | 1 | 1  | 2  | -1  | 3 |
| Martinik | 2 | 0 | 0 | 2 | 0  | 3  | -3  | 0 |

| 11. července 2003     |          |          |                                                                          |
| USA                   | 2:0      | Salvador | Gillette Stadium, Foxborough diváci: 33 652 rozhodčí: Felipe Ramos (MEX) |
| Lewis 28' McBride 76' | (Report) |          | Gillette Stadium, Foxborough diváci: 33 652 rozhodčí: Felipe Ramos (MEX) |

| 13. července 2003 |          |                  |                                                                              |
| Martinik          | 0:2      | USA              | Gillette Stadium, Foxborough diváci: 8 780 rozhodčí: Roberto Moreno (Panama) |
|                   | (Report) | McBride 39', 43' | Gillette Stadium, Foxborough diváci: 8 780 rozhodčí: Roberto Moreno (Panama) |

| 15. července 2003 |          |          |                                                                           |
| Salvador          | 1:0      | Martinik | Gillette Stadium, Foxborough diváci: 10 361 rozhodčí: Carlos Batres (GUA) |
| González 76'      | (Report) |          | Gillette Stadium, Foxborough diváci: 10 361 rozhodčí: Carlos Batres (GUA) |

### Skupina D
| Tým       | Z | V | R | P | VG | IG | +/- | B |
| --------- | - | - | - | - | -- | -- | --- | - |
| Kostarika | 2 | 1 | 0 | 1 | 3  | 1  | +2  | 3 |
| Kuba      | 2 | 1 | 0 | 1 | 2  | 3  | -1  | 3 |
| Kanada    | 2 | 1 | 0 | 1 | 1  | 2  | -1  | 3 |

| 11. července 2003 |          |           |                                                                           |
| Kanada            | 1:0      | Kostarika | Gillette Stadium, Foxborough diváci: 33 652 rozhodčí: Richard Piper (TRI) |
| Stalteri 59'      | (Report) |           | Gillette Stadium, Foxborough diváci: 33 652 rozhodčí: Richard Piper (TRI) |

| 13. července 2003 |          |        |                                                                              |
| Kuba              | 2:0      | Kanada | Gillette Stadium, Foxborough diváci: 8 780 rozhodčí: Peter Prendergast (JAM) |
| Moré 15', 46'     | (Report) |        | Gillette Stadium, Foxborough diváci: 8 780 rozhodčí: Peter Prendergast (JAM) |

| 15. července 2003               |          |      |                                                                          |
| Kostarika                       | 3:0      | Kuba | Gillette Stadium, Foxborough diváci: 10 361 rozhodčí: Felipe Ramos (MEX) |
| Centeno 45' Bryce 72' Scott 70' | (Report) |      | Gillette Stadium, Foxborough diváci: 10 361 rozhodčí: Felipe Ramos (MEX) |

## Play off

### Čtvrtfinále
| 19. července 2003                      |     |      |                                                                         |
| USA                                    | 5:0 | Kuba | Gillette Stadium, Foxborough diváci: 15 627 rozhodčí: Prendergast (JAM) |
| Donovan 22', 25', 55', 76' Ralston 42' |     |      | Gillette Stadium, Foxborough diváci: 15 627 rozhodčí: Prendergast (JAM) |

| 19. července 2003                                           |     |                               |                                                                   |
| Kostarika                                                   | 5:2 | Salvador                      | Gillette Stadium, Foxborough diváci: 15 627 rozhodčí: Ramos (MEX) |
| Scott 11' Centeno 45+2', 68' (pen.), 90+3' (pen.) Bryce 72' |     | Murgas 34' (pen.) Pacheco 54' | Gillette Stadium, Foxborough diváci: 15 627 rozhodčí: Ramos (MEX) |

| 19. července 2003 |     |          |                                                         |
| Brazílie          | 2:0 | Kolumbie | Orange Bowl, Miami diváci: 23 425 rozhodčí: Stott (USA) |
| Kaká 42', 66'     |     |          | Orange Bowl, Miami diváci: 23 425 rozhodčí: Stott (USA) |

| 20. července 2003                                          |     |         |                                                                    |
| Mexiko                                                     | 5:0 | Jamajka | Estadio Azteca, Mexico City diváci: 10 000 rozhodčí: Navarro (CAN) |
| Bravo 38' García 42' Osorno 55' Borgetti 61' Rodríguez 83' |     |         | Estadio Azteca, Mexico City diváci: 10 000 rozhodčí: Navarro (CAN) |

### Semifinále
| 23. července 2003 |              |                            |                                                          |
| USA               | 1:2 (prodl.) | Brazílie                   | Orange Bowl, Miami diváci: 35 211 rozhodčí: Batres (GUA) |
| Bocanegra 62'     |              | Kaká 89' Diego 100' (pen.) | Orange Bowl, Miami diváci: 35 211 rozhodčí: Batres (GUA) |

| 24. července 2003        |     |           |                                                                 |
| Mexiko                   | 2:0 | Kostarika | Estadio Azteca, Mexico City diváci: 35 000 rozhodčí: Nery (SLV) |
| Márquez 19' Borgetti 28' |     |           | Estadio Azteca, Mexico City diváci: 35 000 rozhodčí: Nery (SLV) |

### O 3. místo
| 26. července 2003                    |     |                         |                                                        |
| USA                                  | 3:2 | Kostarika               | Orange Bowl, Miami diváci: 5 093 rozhodčí: Piper (TRI) |
| Bocanegra 29' Stewart 56' Convey 67' |     | Fonseca 24' Fonseca 39' | Orange Bowl, Miami diváci: 5 093 rozhodčí: Piper (TRI) |

### Finále
| 27. července 2003 |              |          |                                                                    |
| Mexiko            | 1:0 (prodl.) | Brazílie | Estadio Azteca, Mexico City diváci: 80 000 rozhodčí: Navarro (CAN) |
| Osorno 97'        |              |          | Estadio Azteca, Mexico City diváci: 80 000 rozhodčí: Navarro (CAN) |